# Bozo

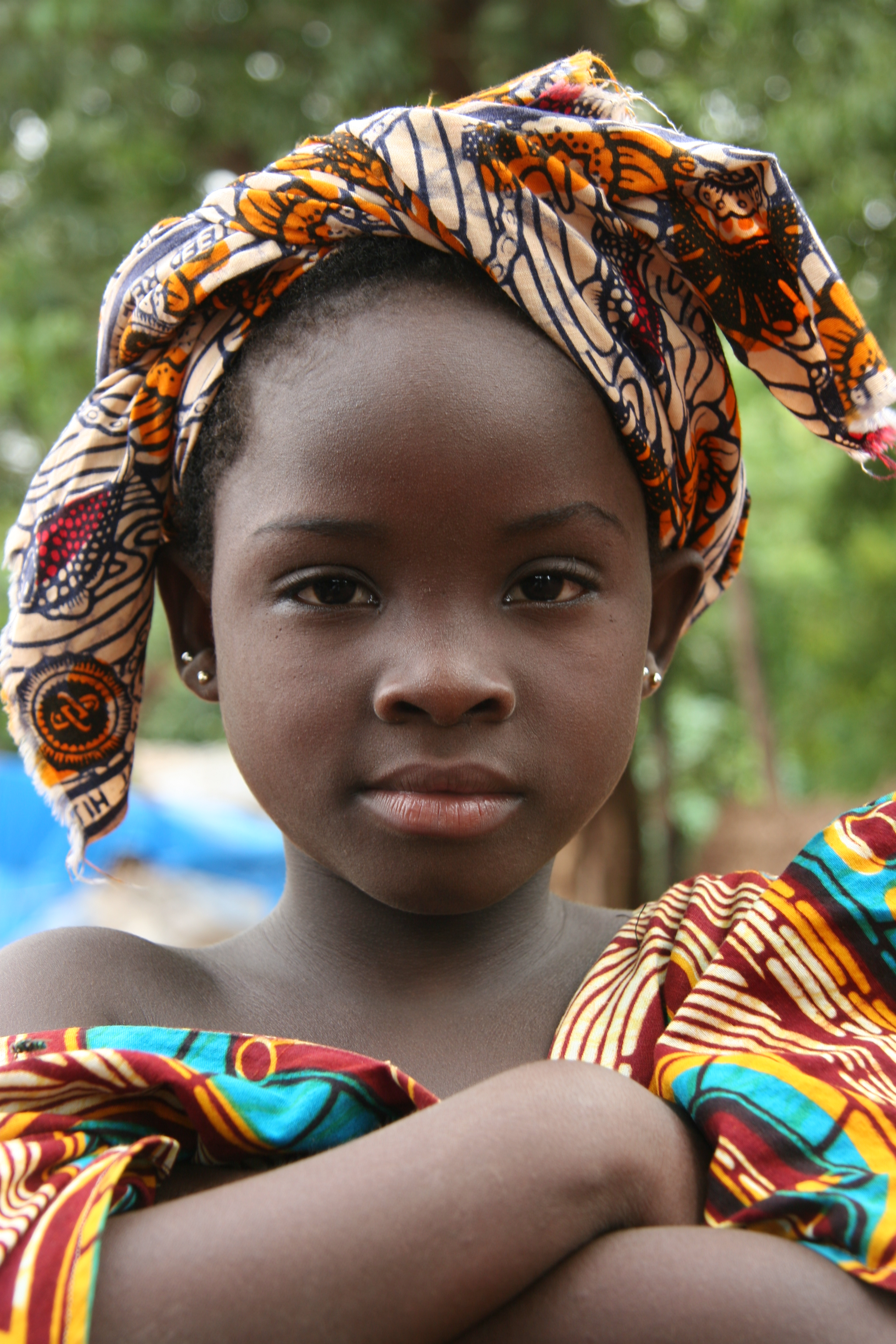
Bambina Bozo a Bamako

I bozo sono una popolazione africana, stanziata nella parte centrale del delta interno del Niger, in Mali, fra Djenné e Debo. Sono una popolazione negroide dedicata principalmente alla pesca. La popolazione dei bozo ammontava a 132.100 persone al censimento del 2000. Parlano quattro lingue che complessivamente formano il sottogruppo linguistico della lingue bozo.